# Breege
Breege es un municipio situado en el distrito de Pomerania Occidental-Rügen, en el estado federado de Mecklemburgo-Pomerania Occidental (Alemania). Tiene una población estimada, a fines de 2021, de 587 habitantes.
Está ubicado al norte de la isla de Rügen.